# クルビデンスオオクワガタ
クルビデンスオオクワガタ (Dorcus curvidens) は、コウチュウ目・クワガタムシ科・クワガタ属・オオクワガタ亜属の1種であり、オオクワガタの仲間では大型種である。
種小名のcurvidensとは「曲がった歯の」という意味である。

## 形態
オスの体長は30.1 - 80.0mm、メスの体長は27.6 - 42.4mm。
分布する地域によって体の大きさ、体形、歯形に違いがみられるが、名前の通り、内歯（内側のトゲ）がひねり曲がったようなラインが明確である。
個体差も大きいが、標高の高い地域の方が大型になる傾向がある。
以前に同一種の別亜種とされていたホペイオオクワガタと比べて、体の光沢が強く、大アゴが発達していて、跗節（爪を含む短い節が連続している部分）が細い。

## 分布
インド北部、ネパール、ブータン、ミャンマー、タイ北部、ラオス、ベトナム北部、中国南部

## 生態
標高が高い地域に生息していて、生息地域は広いが個体数は少ない。
成虫は、夜行性で、広葉樹の樹液を餌としている。成虫での寿命は2 - 4年である。
オスは樹液が出る大木の洞を縄張りにしている。
メスはオスの縄張りや産卵場所を求めて飛び歩き、広葉樹の太い立枯れなどに産卵する。
産卵から孵化までは約1ヶ月。
幼虫は、地上部分の朽木の中で生活し、その朽木を食べて育つ。 
生育期間は、生育環境や温度条件、大きさによって幅があり、幼虫期間は半年 - 2年。蛹から羽化までは約1ヶ月。
以前には同一種の別亜種という説もあったグランディスオオクワガタとはラオスで、ホペイオオクワガタとは中国の広西壮族自治区で、リツセマオオクワガタとはタイ北部で混棲していることから、別種であることが確認されている。
また、アンタエウスオオクワガタとも多くの地域で混棲しているが、幼虫の好む生育環境は異なっている。
近年、日本への輸出のため、現地の人々が収入源としてクワガタ捕獲していて、大木を切り倒していることが社会問題となり、環境への影響が心配されている。 